# Trixagus dermestoides
Trixagus dermestoides is een keversoort uit de familie dwergkniptorren (Throscidae). De wetenschappelijke naam van de soort werd in 1767 gepubliceerd door Linnaeus.